# Міддлвілл (Нью-Йорк)
Міддлвілл (англ. Middleville) — селище (англ. village) в США, в окрузі Геркаймер штату Нью-Йорк. Населення — 407 осіб (2020).

## Географія
Міддлвілл розташований за координатами 43°8′20″ пн. ш. 74°58′13″ зх. д. / 43.13889° пн. ш. 74.97028° зх. д. (43.138937, -74.970235).  За даними Бюро перепису населення США в 2010 році селище мало площу 2,11 км², з яких 1,98 км² — суходіл та 0,13 км² — водойми.

## Демографія
Згідно з переписом 2010 року, у селищі мешкало 512 осіб у 215 домогосподарствах у складі 136 родин. Густота населення становила 243 особи/км².  Було 238 помешкань (113/км²).
Расовий склад населення:
| - 97,7 % — білих - 0,4 % — азіатів |

До двох чи більше рас належало 2,0 %. Частка іспаномовних становила 0,2 % від усіх жителів.
За віковим діапазоном населення розподілялося таким чином: 21,9 % — особи молодші 18 років, 61,3 % — особи у віці 18—64 років, 16,8 % — особи у віці 65 років та старші. Медіана віку мешканця становила 40,6 року. На 100 осіб жіночої статі у селищі припадало 91,8 чоловіків;  на 100 жінок у віці від 18 років та старших — 93,2 чоловіків також старших 18 років.
Середній дохід на одне домашнє господарство  становив 69 748 доларів США (медіана — 63 125), а середній дохід на одну сім'ю — 82 325 доларів (медіана — 74 750). За межею бідності перебувало 9,6 % осіб, у тому числі 13,3 % дітей у віці до 18 років та 0,0 % осіб у віці 65 років та старших.
Цивільне працевлаштоване населення становило 214 осіб. Основні галузі зайнятості: освіта, охорона здоров'я та соціальна допомога — 25,7 %, будівництво — 14,5 %, роздрібна торгівля — 14,0 %.